# Urko
El monte Urko está situado entre las provincias vascas de Guipúzcoa y Vizcaya, en el norte de España. Tiene 791 m de altitud y está situado sobre la ciudad de Éibar y las villas vizcaínas de Ermua, en la que está ubicada la cumbre, y Marquina. Urko es la cumbre más elevada de Ermua y Éibar.
El cordal formado por los montes Urko y Akondia forma parte de una verde barrera montañosa, marcando los límites geográficos entre los Territorios Históricos de Guipúzcoa y Vizcaya y dividiendo la cuenca del río Deva de las de los ríos Lea y Artibai. 
A pesar de la relativa poca altitud, sus cumbres ofrecen panorámicas únicas de la comarca y montes más lejanos. Las características orográficas y estratégicas del lugar, importante paso entre la cuenca del Deva y las del Artibai a través del collado de Usartza, han marcado su historia, una historia cargada de connotaciones bélicas, pero también de flujos comerciales entre la costa y el interior.
Juan Echezárraga, conocedor de ese entorno y quien colocó en 1947 la cruz cimera, afirma que "Urko" es el nombre del macizo el cual posee varias cumbres o puntos relevantes, el más elevado es Kurutzeko txuntxurra con los 491 metros de altitud y al lado sur, en la vertiente que mira a Éibar sobre Ixua, está la el pequeño resalte antecimero de Urkoko bigarren gana de 732  m s. n. m.
En su entono se han desarrollado varios hechos bélicos en la historia,  en el siglo XIV, Lope García de Salazar, en sus “Bienandanzas e Fortunas”, citaba las batallas libradas entre diferentes familias banderizas, en los collados próximos a la ermita de San Pedro de Akondia. Entre el otoño de 1936 y la primavera de 1937 el frente norte de la guerra civil estuvo detenido en sus proximidades, siendo esta cubre un punto estratégico  en la defensa de Éibar ante el avance de las tropas franquistas.  Hay numerosos restos de la contienda, todavía apreciables, por toda la zona.

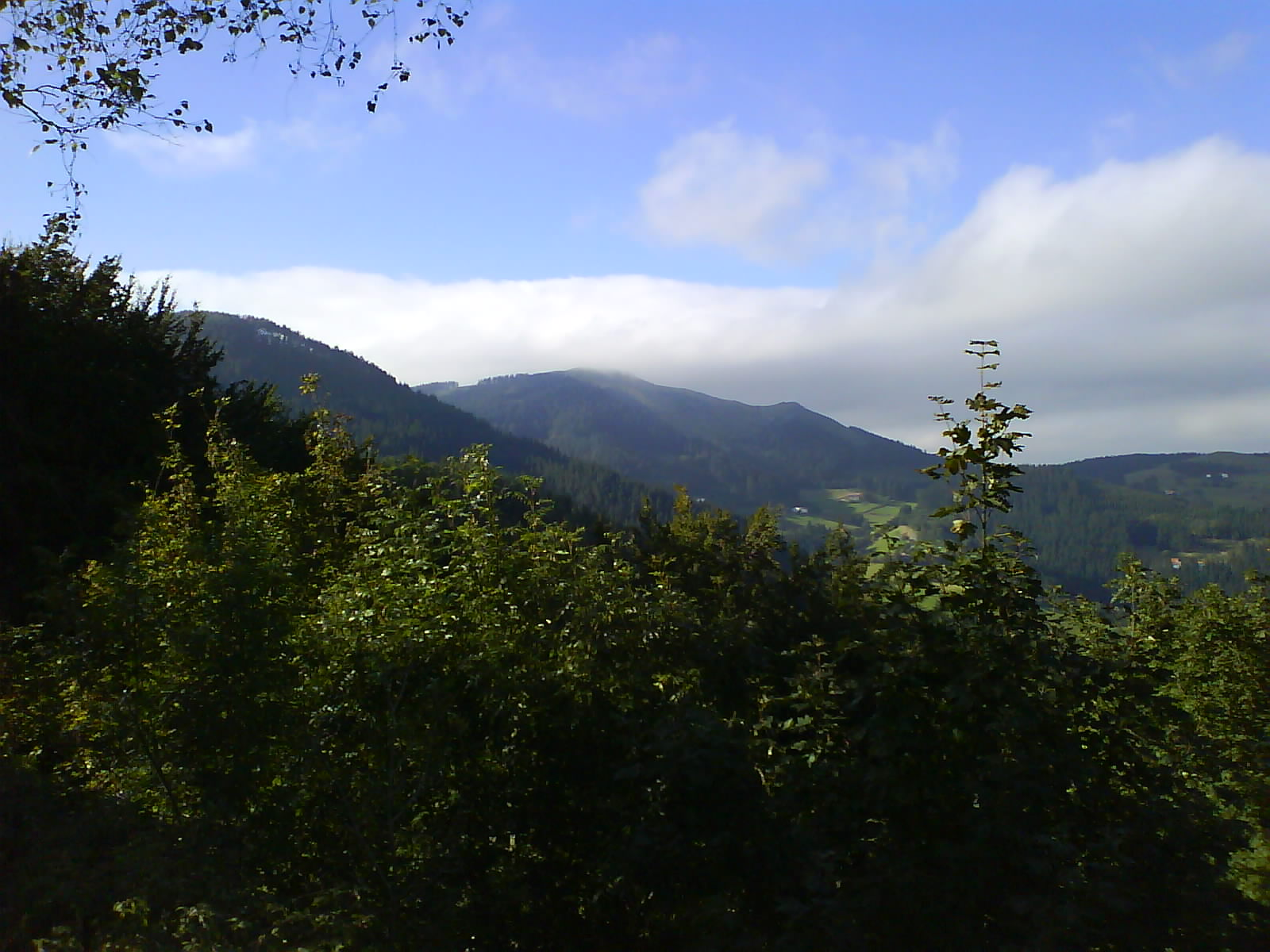
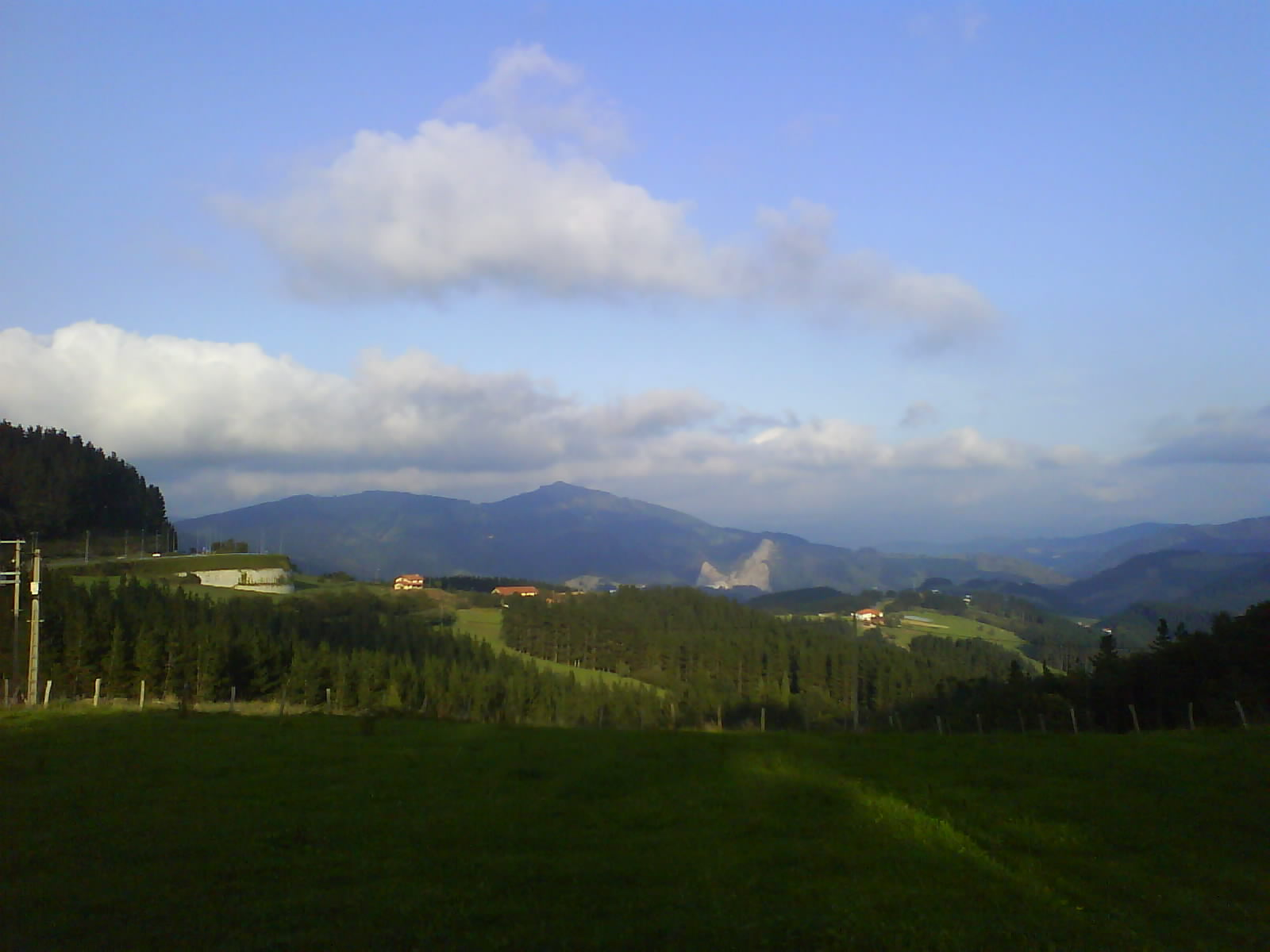
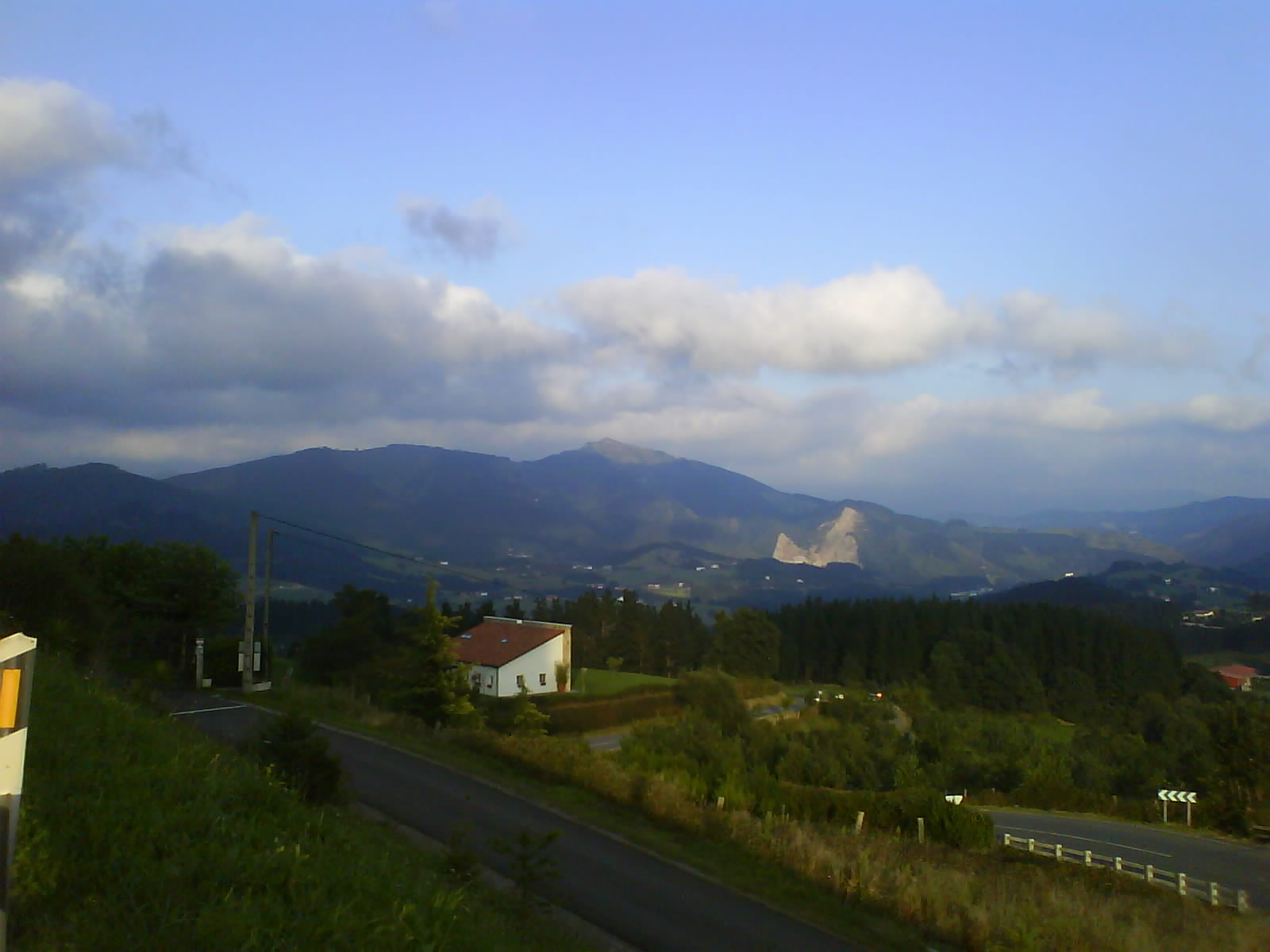

En la Edad Media los caminos del macizo del Urko constituyeron una de las vías de la ruta jacobea cantábrica, una ruta que desde Arnoate, pasando por el collado de Urkaregui (San Miguel), llegaba a Arrate. Desde aquí, tras pasar por la ermita de San Pedro de Akondia (posiblemente una de las más antiguas de estos parajes), el camino discurría por la antigua calzada, pasando ante el humilladero de San Ildefonso y la ermita de San Román, entrando en tierras de Vizcaya por Barinaga.
Tradicionalmente, el día 1 de enero los eibarreses suelen subir hasta la cumbre de Urko, comenzando así el año nuevo.
El término "urko" podría proceder de "urkia" que en castellano es "abedul"  o podría tener relación con una horca o picota utilizada para la administración de justicia.

## Rutas de ascenso
Desde Éibar.
Urko preside el centro de la "Ciudad Armera". El accenso desde ella, que se encuentra a 118 m s. n. m., se realiza desde el caserío Zozola, que ya está a 290 m s. n. m., yendo hacia el Abitxulueta y desde el cual se coge hacia el oeste llegando al caserío Elorreta que se alza a 470 m s. n. m. para seguir al Elorreta Goikoa y de allí alcanzar el collado de que se abre entre Urko e Irumugarre ya a 668 m s. n. m. La cumbre se alcanza por el lado derecho o subiendo dirección noreste remontando el espolón Elorretagana.
Desde Ermua
Ermua, ya en Vizcaya, se halla a 163 m s. n. m. Para ascender desde está villa sin utilizar las carreteras que rodean el macizo, se alcanza el caseríos Elorreta desde el barrio de santa Ana y desde allí por la ruta seguida desde Éibar. Otra opción es subir al collado de Asuntza, que está a 490 m s. n. m. y por el Irumugarre  llegar a la cima.
Desde el Alto de Ixua
El alto de Ixua, que está a 546 m s. n. m.,  es el punto de partida del ascenso más cómodo y rápido a la cumbre del Urko. Por Ixua pasa la carretera que une el barrio de Aginaga con Éibar y va hacia Marquina, justo en el alto hay una instalación hostelera con aparcametiento. De este punto parte  un sendero bien marcado remontando la cresta oriental.
Tiempos de accesos
- Éibar: 2 horas.
- Ixua: 45 minutos.
- Ermua: 2 horas 30 minutos.[1]